# Myshall
Myshall (irisch Míseal) ist ein Ort im County Carlow in der irischen Provinz Leinster.

## Geschichte
Im Zentrum von Myshall liegt an der Church Road, umgeben von einem Friedhof, die Ruine einer vorromanischen Kirche, die der Nachfolgebau einer Gründung von St. Finnian aus dem 6. Jahrhundert sein soll. Die wahrscheinlich von den Truppen Cromwells bei der Rückeroberung Irlands (1649–1653) zerstörte Kirche hat in der Westwand ein enges, gewölbtes Granitportal. Auf dem Friedhof liegt ein großer Bullaun mit zwei Aushöhlungen am Ende. 

## Sehenswürdigkeiten

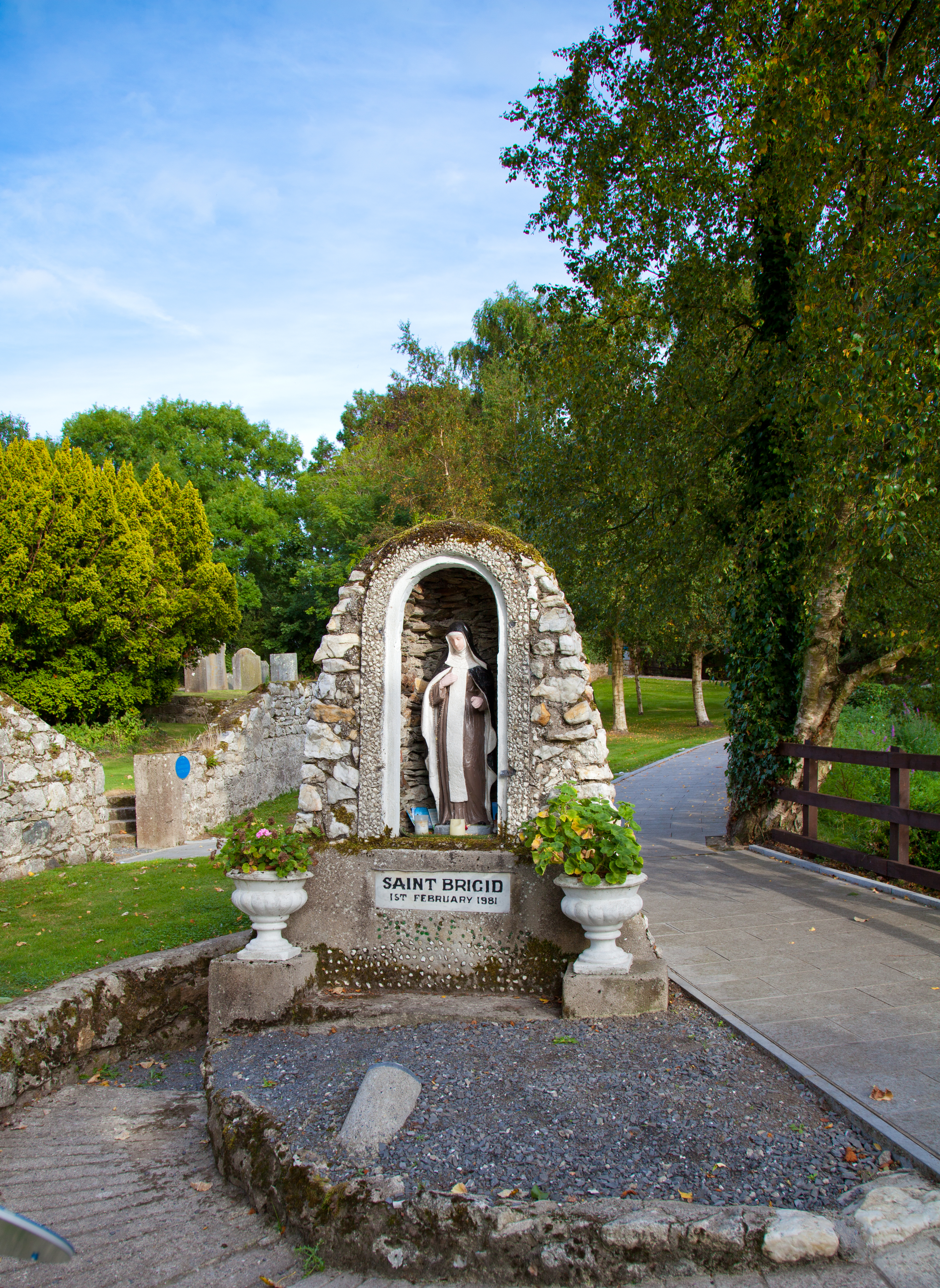
Tobar Bhríde

- Südlich der Kirche liegt Tobar Bhríde, der Brunnen der Heiligen Brigid, eine von 15 Heiligen Quellen im County.[3]
- Südlich des Ortes liegt die Steinreihe The Nine Stones.
- Die nach dem Vorbild der Kathedrale von Salisbury errichtete Adelaide Memorial Church of Christ the Redeemer weist sehenswerte Glasmalereien auf.[4]

## Persönlichkeiten
Finnian von Clonard soll in Myshall im Jahre 470 n. Chr. geboren sein. Er ist einer der bedeutendsten Heiligen der Iroschottischen Kirche und starb 549 n. Chr. in Clonard, wo er auch begraben liegt.